# Maria Józefa od Serca Jezusowego
Maria Józefa od Serca Jezusowego (ur. 7 września 1842 w Vitorii, zm. 20 marca 1912 w Bilbao) – hiszpańska Święta Kościoła katolickiego.

## Życiorys
Postanowiła służyć ubogim, mając 22 lata, w 1864 roku, wstąpiła do zgromadzenia Służebnic Maryi. Potem założyła zgromadzenie Sióstr Służebnic Jezusa Miłosiernego, które zostało zatwierdzone przez papieża Leona XIII w 1886 roku. Zmarła w opinii świętości.
Została beatyfikowana przez papieża Jana Pawła II w dniu 27 września 1992 roku, a kanonizowana także przez papieża Jana Pawła II w dniu 1 października 2000 roku.